# تومي ليتل (مذيع)
تومي ليتل (بالإنجليزية: Tommy Little)‏ هو مذيع أسترالي، ولد في 23 فبراير 1985.

## وصلات خارجية
- تومي ليتل على موقع IMDb (الإنجليزية)
- تومي ليتل على موقع ميوزك برينز (الإنجليزية)
- تومي ليتل على موقع قاعدة بيانات الفيلم (الإنجليزية)